# Cheirogaleus medius
El lémur enano de cola gruesa (Cheirogaleus medius) es una especie de lémur, como todas, endémica de Madagascar. Es uno de los primates de menor tamaño. No se encuentra bajo riesgo de extinción.
Investigaciones recientes han demostrado que C. medius hiberna, a pesar de que las temperaturas invernales de la región malgache se mantienen altas. Es el primer primate tropical para el cual se ha demostrado su hibernación. Sin embargo, los inviernos en Madagascar son secos, y al parecer el lémur evita la deshidratación. A diferencia de otros animales que hibernan, C. medius no regula su temperatura corporal, y esta puede fluctuar con el del ambiente.
Puede acumular grasa en su cola, como otras especies también denominadas de cola gruesa.